# U Turn (film)
U Turn is een misdaadfilm uit 1997 geregisseerd door Oliver Stone, op basis van het boek Stray Dogs van John Ridley. De hoofdrollen worden gespeeld door Sean Penn, Billy Bob Thornton, Jennifer Lopez, Jon Voight, Powers Boothe, Joaquin Phoenix, Claire Danes en Nick Nolte. De film werd genomineerd voor de Razzie Awards voor slechtste regisseur en slechtste bijrolspeler (Voight).

## Verhaal
De zwerver Bobby is verstrikt geraakt in een conflict tussen Grace McKenna en haar man Jake, die ondertussen ook problemen krijgt met de plaatselijke garagist Darrell. Bobby is in het bezit van een pak geld dat hij probeert naar Californië te krijgen. Zijn auto valt echter in panne, waardoor hij belandt in het stadje Superior. Hij neemt het geld mee, maar laat zijn wapen in de kofferbak. Terwijl hij wacht op de reparatie, loopt hij een beetje rond en ontmoet Grace. Omdat hij niet weet dat ze getrouwd is, spreekt hij haar aan en helpt haar gordijnen naar haar auto te dragen. Ze stelt hem voor met haar mee naar huis te gaan zodat hij een douche kan nemen.
Terwijl hij zich wast wordt onthuld dat het zogenaamde ongeluk dat hij had aan zijn hand eigenlijk een straf was voor een niet betaalde schuld. Twee vingers werden afgehakt. Na de douche probeert hij Grace te verleiden, maar ze blijft koel. Hij wil weggaan, en zegt dat hij geen spelletjes wil spelen. Ze kussen elkaar, en Grace' man Jake betrapt hen. Bobby zegt dat hij niet wist dat ze getrouwd was. Hij wil vertrekken, maar Jake geeft hem een mep.
Als Bobby weer naar de stad stapt, komt Jake naast hem rijden en biedt hem een lift aan. Ze babbelen over Grace, en Jake vraagt Bobby of hij bereid zou zijn haar te vermoorden voor geld, aangezien hij haar spelletjes beu is. Bobby lacht hem weg en vraagt Jake of hij hem niet alleen maar wil in de war brengen.
Als Bobby later in een winkel is, wordt er een overval gepleegd. De overvallers nemen zijn tas met al zijn geld, maar de winkelier haalt een wapen boven en schiet de beide overvallers dood. Echter is ook het meeste geld onbruikbaar geworden. Zonder zelfs een beetje geld om de garagist te betalen, kan Bobby niet eens meer de stad uit. Als een bezetene belt hij iedereen die hem geld zou kunnen geven, zelfs de gangster die hij nog geld schuldig is, maar deze weigert kwaad. De gangster weet nu waar Bobby is en stuurt iemand op hem af.
Als Bobby in een bar een biertje zit te drinken, komt Jenny bij hem. Haar vriend Toby N. Tucker noemt zichzelf TNT en is erg agressief en bezitterig. Hij probeert een gevecht om Jenny uit te lokken. Het gevecht wordt op tijd gestopt door de sheriff.
Bobby gaat ook weer naar de garage, waar hij te weten komt dat Darrell nog extra werk gedaan heeft en nu een hoger bedrag vraagt. Hij heeft ook de kofferbak opengebroken, waardoor Bobby niet aan zijn wapen kan komen. Het wordt een confrontatie, waarbij Darrell ten slotte het kofferdeksel van de auto begint te beschadigen. Darrell zegt dat hij zal verder werken aan de auto en meer en meer geld zal vragen tot Bobby hem betaalt.
Bobby herinnert zich het aanbod van Jake, waarmee hij aan geld zou kunnen komen. Hij benadert Jake, maar deze zegt eerst dat het voor de grap was. Bobby zegt dat hij goed weet dat het ernstig was en dat hij het ook ernstig wil opnemen. Jake zegt dat hij Grace buiten de stad moet meenemen en haar van een rots duwen, zodat het op zelfmoord lijkt. In een droomscène wordt getoond hoe Bobby het niet klaarspeelt, maar in de plaats met Grace naar bed gaat. Grace zegt op het laatste moment echter stop, waardoor Bobby haar de "koningin van warm en koud" noemt. Grace onthult dat ze niet alleen Jakes vrouw is, maar ook zijn onwettige dochter. Jake misbruikte haar al op jonge leeftijd, en trouwde met haar toen haar moeder stierf. Haar moeder werd aan de voet van een rots gevonden, ze pleegde zelfmoord, maar dat gelooft Grace niet. Dit lijkt sterk op hoe Jake Grace wou laten doden. Grace vraagt dan of Bobby Jake wil doden, zodat ze samen zijn geld kunnen stelen. Alleen zou Grace dit nooit kunnen. Bobby weigert eerst.
Nog steeds platzak en bang dat de gangsters hem op het spoor komen, probeert Bobby een busticket te kopen. Hoewel hij niet genoeg geld heeft, geeft de bediende hem toch het ticket nadat hij agressief en vijandig wordt. Dan ziet hij een van de gangsters op hem afrijden. De sheriff houdt hem echter aan voor te hoge snelheid. Bobby denkt dat hij veilig is, maar wordt vervolgens aangevallen door TNT die al de hele film een gevecht met hem probeert uit te lokken. TNT neemt het ticket, verscheurt het en eet het op. Bobby verliest zijn kalmte en slaat TNT in elkaar.
Omdat hij geen keuze meer heeft, gaat Bobby akkoord om Jake te doden. Hij breekt in bij Jake terwijl deze seks heeft met Grace, maar maakt per ongeluk een geluid. Jake komt naar beneden, en vindt Bobby. Deze zegt dat het Grace' idee was, en dat hij Grace zal doden voor de prijs van een auto. Grace heeft alles afgeluisterd, ze grijpt een bijl en valt Bobby aan als hij de kamer binnenkomt. In werkelijkheid wacht ze eigenlijk op Jake zodat ze hem kan doden. Jake komt binnen en ziet Bobby als dood op de grond liggen. Bobby valt Jake aan met een golfclub en ze raken in gevecht. Bobby slaat Jake uiteindelijk met de bijl dood. Bobby en Grace maken de kluis open en vinden $200.000. Ze vrijen naast het dode lichaam van Jake.
Bobby gaat weer naar Darrell om zijn auto terug te krijgen. Als hij terugkomt is de auto van Grace weg. Bobby denkt dat ze gevlucht is met het geld, maar ze verschijnt aan de voordeur. Als ze samen vertrekken, worden ze tegengehouden door de sheriff. Het blijkt dat Grace ook met hem geslapen heeft. Grace keert zich tegen Bobby en geeft hem de schuld van Jakes dood. Ze schiet echter de sheriff dood en legt hem bij Jake in de kofferbak.
Wanneer Bobby en Grace de lijken dumpen geeft Bobby Grace een elleboogstoot in het gezicht en hij steelt haar wapen. Hij zegt dat hij haar niet vertrouwt, en dat ze het geld zullen verdelen als ze in Californië zijn, zodat ze elk hun weg kunnen gaan. Grace zegt dat toen ze Bobby de schuld gaf van Jakes dood, ze eigenlijk de sheriff probeerde af te leiden om hem te kunnen doden, net zoals Bobby Jake afleidde toen hij zei dat hij Grace zou doden. Ze geeft aan dat Bobby als het moest eerder haar zou gedood hebben dan Jake. Terwijl ze praten duwt Grace Bobby van de rots. Hij is niet dood, maar wel ernstig gewond. Als ze de auto wil starten, merkt ze dat Bobby de sleutels weggenomen heeft. Bobby smeekt haar naar beneden te komen en hem te helpen. Ze gaat naar beneden omdat ze de sleutels nodig heeft. Als ze echter dicht genoeg is wurgt hij haar. Met veel pijn en een gebroken been sukkelt hij naar boven. Hij is eindelijk weer in zijn auto met al het geld. Hij start de auto, maar de radiatorslang begeeft het weer net zoals aan het begin van de film. De film eindigt met het beeld van Bobby die in de hitte gestorven is.

## Rolverdeling
| Acteur                       | Personage                          |
| ---------------------------- | ---------------------------------- |
| Sean Penn                    | Bobby Cooper                       |
| Nick Nolte                   | Jake McKenna                       |
| Jennifer Lopez               | Grace McKenna                      |
| Powers Boothe                | sheriff Virgil Potter              |
| Claire Danes                 | Jenny                              |
| Joaquin Phoenix              | Toby N. Tucker alias TNT           |
| Jon Voight                   | blinde Indiaan                     |
| Billy Bob Thornton           | Darrell                            |
| Abraham Benrubi              | Biker #1                           |
| Richard Rutowski as Biker #2 |                                    |
| Aida Linares                 | Jamilla                            |
| Sean Stone                   | jongen in de winkel                |
| Ilia Volok                   | Sergei                             |
| Valeri Nikolayev             | Mr. Arkady                         |
| Brent Briscoe                | Boyd                               |
| Bo Hopkins                   | Ed                                 |
| Julie Hagerty                | Flo                                |
| Liv Tyler                    | meisje in het busstation "cameo"   |
| Laurie Metcalf               | bediende in het busstation "cameo" |

## Productie
U Turn werd gefilmd in 1996 op locatie in Superior, Arizona en andere plaatsen in Arizona en Californië.